# Зворыкин, Владимир Козьмич
Влади́мир Козьми́ч Зворы́кин (17 [29] июля 1888, Муром, Владимирская губерния, Российская империя — 29 июля 1982, Принстон, Нью-Джерси) — российский и американский инженер и изобретатель в области телевизионной техники.

## Биография

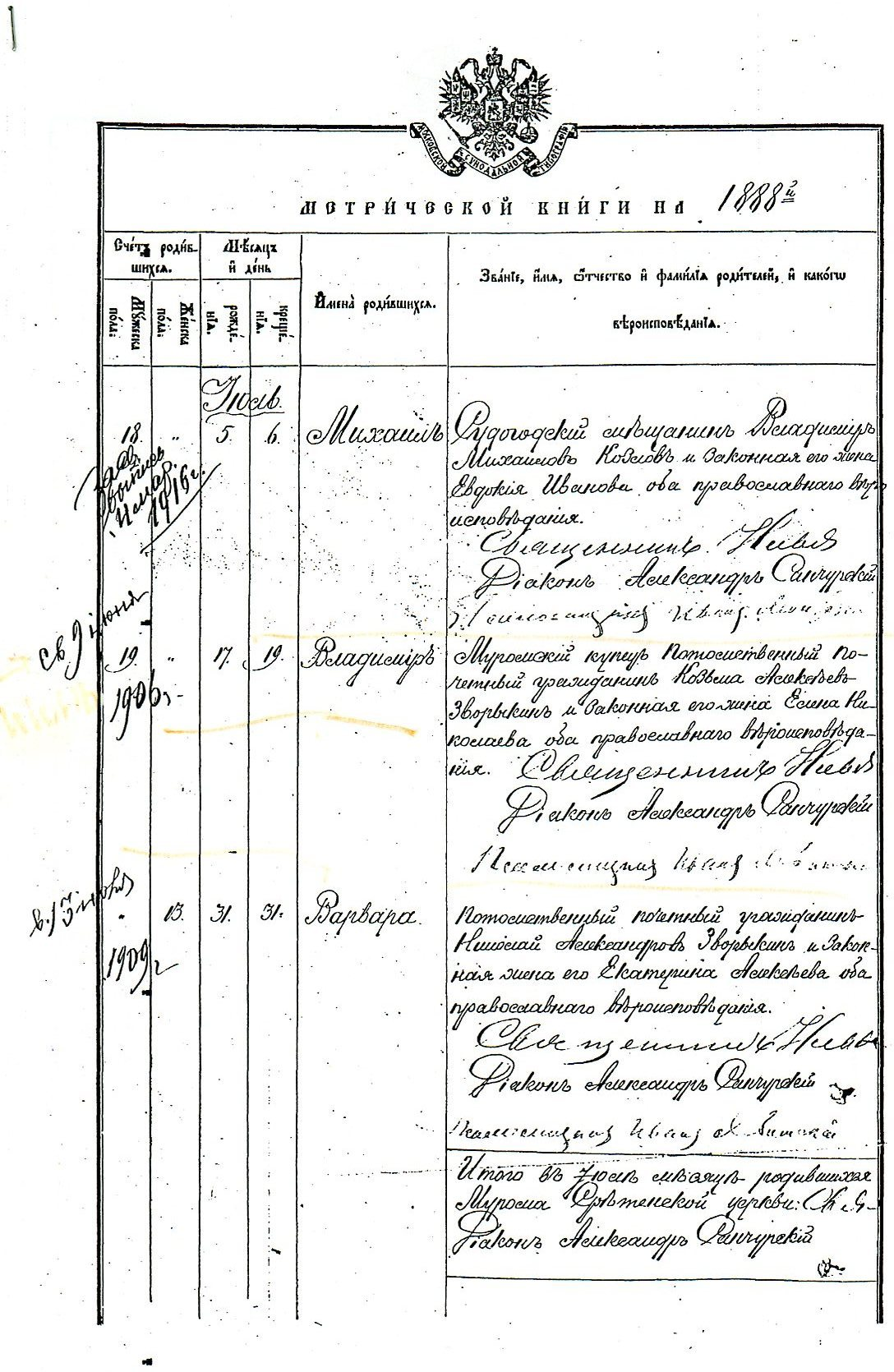
Запись в метрической книге о рождении В. К. Зворыкина

Родился в семье купца первой гильдии Козьмы Алексеевича Зворыкина, который торговал зерном, владел пароходной компанией на Оке и был председателем Муромского общественного банка. В раннем возрасте Владимир проявил тягу к физике, во время деловых поездок с отцом между Муромом и Нижним Новгородом чинил неисправности в электросети его судов. Окончив Муромское реальное училище, в 1906 году поступил в Санкт-Петербургский практический технологический институт на физический факультет.
В период обучения на 2-м курсе Технологического института в качестве помощника лаборанта участвовал с 1907 года в проведении первых опытов в области «дальновидения» и электроники под руководством профессора Бориса Розинга, что определило выбор будущей сферы деятельности — создание систем электронного телевидения. В 1909 году в Большую химическую лабораторию Зворыкиным была передана телепередача на 4 строки. В 1912 году окончил институт с отличием, получив диплом инженера-технолога.
В 1912—1914 годах продолжал образование в Париже в Коллеж де Франс под руководством Поля Ланжевена.

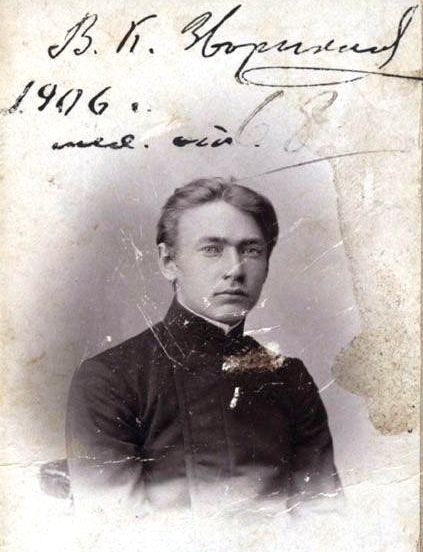
Владимир К. Зворыкин. Муром, 1906 год

Во время Первой мировой войны в 1915 году служил в войсках связи в Гродно, затем работал в офицерской радиошколе в Петрограде.
После октябрьского переворота 1917 года дважды чудом избежал расстрела по решению революционного трибунала. Первый раз — после падения монархии, когда за него заступился служащий радиороты.
Бежал в июле 1918 года от надвигающейся Гражданской войны через Екатеринбург в Омск, столицу белого движения в Сибири, где занимался оборудованием радиостанций, работал с зарубежными поставщиками, ездил в командировки. В Екатеринбурге Зворыкина чуть не расстреляли за то, что он собирался искать радиодетали на территории, занятой красноармейцами, но прибытие войск Колчака помогло ему остаться в живых. В июле 1918 года Зворыкин узнал, что семья российского императора Николая Александровича расстреляна. Войска Колчака заняли Урал. Зворыкин пробирается в Москву, где всех бывших царских офицеров, не признавших советскую власть, мобилизовали в Красную армию. Осенью 1919 года, во время второй командировки в Нью-Йорк, Зворыкин узнал, что правительство Колчака в Омске пало и возвратиться на родину нет ни возможности, ни смысла.
Зворыкин остался в США и стал сотрудником американской компании «Вестингауз», где занялся любимой темой научно-прикладных исследований — передачей изображения на расстояние. Однако он не нашёл понимания у руководства компании (отчасти из-за языкового барьера) и продолжил разработки самостоятельно. В 1923 году Зворыкин подал патентную заявку (US2141059 (A)) на телевидение, осуществляемое полностью на электронном принципе (патент был получен после судебных разбирательств лишь 20 декабря 1938 года).
В 1922 году изобрёл приёмники радиодетектирования. В декабре 1923 года изобрёл звуковую катодную трубку, в 1925 году — катодную трубку для кинескопа. В 1926 году получил степень доктора наук в Питтсбургском университете.
В 1928 году встретился с эмигрантом из Российской империи Давидом Сарновым, вице-президентом фирмы «Рэдио корпорейшн оф Америка». Сарнов, ставший в 1930 году президентом компании RCA, назначил Зворыкина руководителем лаборатории электроники RCA. В 1929 году Зворыкин разработал высоковакуумную телевизионную приёмную трубку — кинескоп, к 1931 году завершил создание конструкции передающей трубки — иконоскопа, в 1932 году им же был создан электронный микроскоп. В июне 1933 года Зворыкин выступил на ежегодной конференции Американского общества радиоинженеров, где ознакомил присутствующих с вновь созданной электронной телевизионной системой. В 1937 году Зворыкин создал первый цветной телевизор с трёхцветными линзами — красной, зелёной и синей. В 1940-е годы модуляцией он разбил световой луч на синий, красный и зелёный цвета и таким образом получил цветное телевидение.

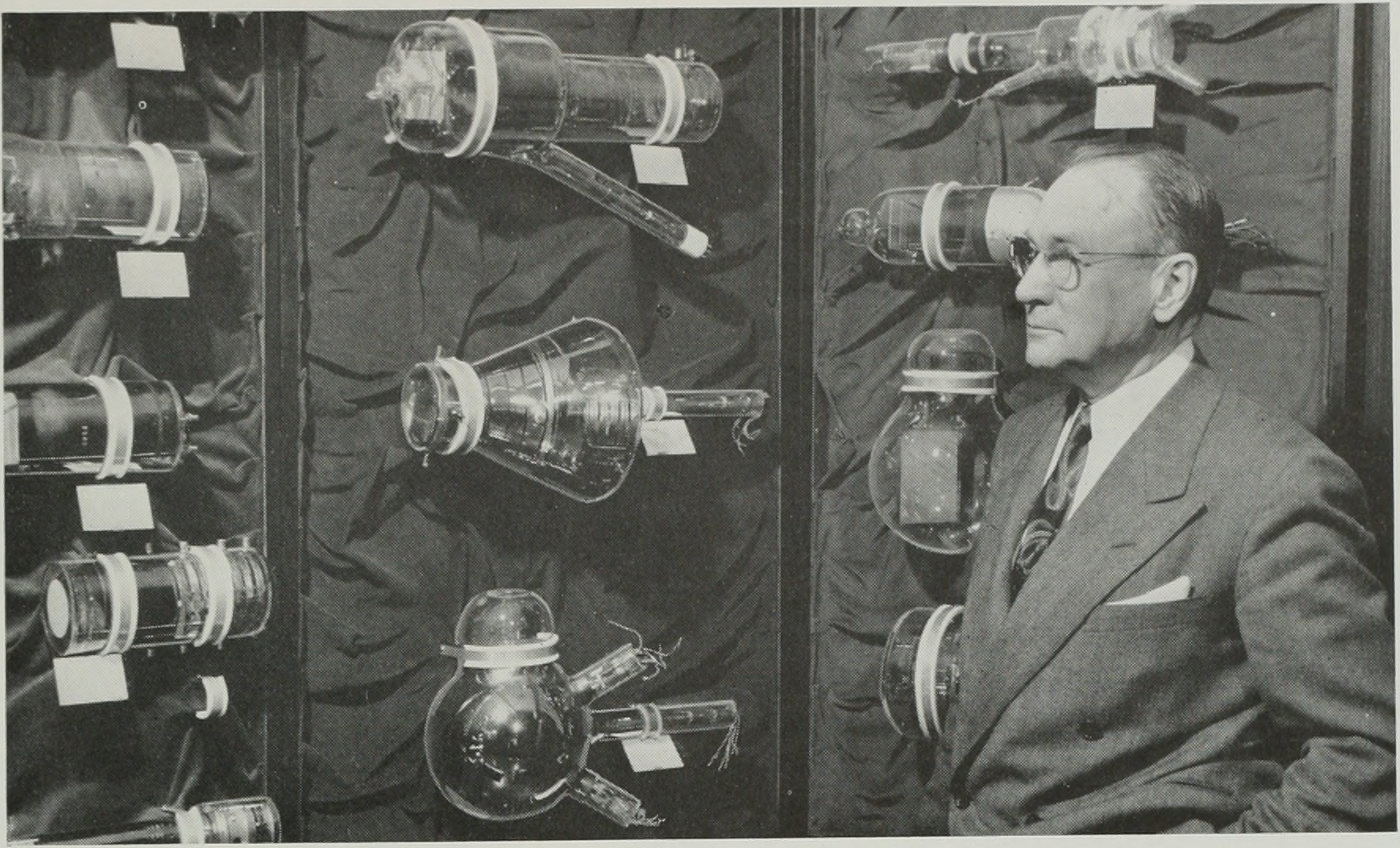
Зворыкин и некоторые из исторических передающих телевизионных трубок, которые он разработал

В 1933 году и последующие годы неоднократно бывал в Европе, в том числе посещал СССР. Его консультации сыграли большую роль в создании систем телевещания в Европе. В результате реализации заключенного с RCA договора СССР ввёл в действие в 1938 году первую передающую станцию электронного ТВ в Москве, было освоено производство телевизоров ТК-1 с кинескопом Зворыкина.
В 1940-х годах осуществил вместе с Джеймсом Хиллиером разработку сканирующего электронного микроскопа. В годы Второй мировой войны занимался разработкой приборов ночного видения и компактной телевизионной камеры для БПЛА Interstate TDR.
В 1950—1960-х годах сконцентрировал внимание в области медицинской электроники, где успешно применил свой опыт разработки телевизионного оборудования и других приборов.
Разработки Зворыкина позволили в 1959 году Сарнову создать телеканал NBC, который на весь мир транслировал приезд вице-президента США Р. Никсона в Москву на 20-летний юбилей ВДНХ.
Зворыкину принадлежат более 120 американских патентов на различные изобретения. Он получил большое число различных наград. В частности, в 1967 году президент США Линдон Джонсон вручил ему Национальную научную медаль США за научные заслуги за 1966 год. В 1977 году избран в Национальный зал славы изобретателей.
Владимир Зворыкин умер 29 июля 1982 года и похоронен на кладбище Принстона.
По другой версии, тело Зворыкина кремировано, а прах развеян над озером Тонтон рядом с его дачей.

## Личная жизнь
Дядя — Константин Алексеевич Зворыкин (25 марта (6 апреля) 1861, Муром, Владимирская губерния — 7 июля 1928, Киев) — русский и советский инженер-технолог в области технологии металлов; действительный статский советник (1904), профессор.
Сам Владимир был дважды женат
- 1916—1930 годы — супруга Татьяна Васильева; в браке родились дочери Нина (1920) и Елена (1927).
- 1951—1982 годы — супруга Екатерина Андреевна Полевицкая.

Внучатая племянница — Кира Зворыкина, одна из сильнейших шахматисток мира 1950-х и 1960-х годов, гроссмейстер.

### Основные работы
- Зворыкин В. К. Электронно-оптические системы и их применения // УФН. — 1936. — Т. 16. — № 6. — С. 814—836.
- Television — the electronics of image transmissions. 1940 (2-е издание в 1954, переведено в 1956 на русский язык и издано в СССР),
- Электронная оптика и электронный микроскоп (англ. Electron Optics and the Electron Microscope) (1945).
- Фотоэлектричество и его применения (англ. Photoelectricity and Its Applications) (1949).
- Телевидение в науке и промышленности (англ. Television in Science and Industry) (1958).

## Память
- В 1952—1986 годах в США вручалась премия имени Зворыкина[16].
- «Зворыкин-Муромец», документальный фильм, 2010.
- Памятник «Владимир Зворыкин — изобретатель телевидения»(скульптор С. Горяев) в Москве на берегу Останкинского пруда открыт 29 июля 2013 (в день 125-летия со дня рождения)[17].
- Памятник Зворыкину в Муроме у Муромского историко-художественного музея (бывшая усадьба купцов Зворыкиных) открыт 31 июля 2013 года[18].
- Памятная доска Зворыкину в Муроме на здании реального училища (ныне средняя школа № 16) открыта 31 июля 2013 года.
- В июле 2013 года Национальной ассоциацией телерадиовещателей при поддержке Роспечати была учреждена Премия имени Зворыкина за достижения в области развития телевидения[19].
- Именем Зворыкина названы улицы в Гусеве (на этой улице находится завод «Цифровые телевизионные системы») и Сколкове.

## Взгляды на широкое телевидение
Зворыкин испытывал гордость за свои изобретения, в частности плакал, когда смотрел трансляцию американской миссии «Аполлон-11» с высадкой астронавтов на Луну в июле 1969 года. Однако позже негативно высказывался о масс-медиа, первопроходцами которого была корпорация NBC его друга Сарнова:

«Я никогда бы не позволил своим детям даже приближаться к телевизору. Это ужасно, что они там показывают… Хотя, конечно, есть в нём детали, которые мне удались особенно хорошо. Лучшая из них — выключатель».
.